# Olof Meurling
Olof Meurling, född 1658, död 8 februari 1738 i Kristdala församling, var en svensk präst.

## Biografi
Olof Meurling föddes 1658. Han var son till köpmannen Håkan Mörling från Mörlunda, handlande i Döderhultsvik och Karin Bringius. Meurling blev 1680 student vid Kungliga Akademien i Åbo och prästvigdes 10 september 1688. Han blev pastorsadjunkt i Kristdala församling och 4 juni 1708 kyrkoherde i församlingen. Meurling avled 1738 i Kristdala församling.

### Familj
Meurling gifte sig 1687 med Maria Duræa (1659–1737), dotter till kyrkoherden Johannes Duræus i Kristdala församling och Anna Jönsdotter Hircinus (Bock). De fick tillsammans barnen löjtnanten Meurling (1688–1740) vid Smålands kavalleriregemente, kyrkoherden Nicolaus Meurling i Hults församling, studenten Håkan Meurling (född 1692) i Kalmar, Elisabet Meurling (1694–1745) som var gift med handlanden Johan Kræmer i Västervik, sjömannen Magnus Meurling, löjtnanten Carl Meurling (1697–1784) vid Kronobergs regemente, Karin Meurling (född 1699), fältväbeln Johan Meurling (1700–1719), kyrkoherden Jöns Meurling i Stora Åby församling och kyrkoherden Pehr Meurling i Kristdala församling.